# Telescopus nigriceps
Telescopus nigriceps är en ormart som beskrevs av Ernst Ahl 1924.
Telescopus nigriceps ingår i släktet Telescopus och familjen snokar. Inga underarter finns listade i Catalogue of Life.
Denna orm förekommer i södra Turkiet, södra Syrien, östra Irak, Libanon och Jordanien. Den lever i buskskogar och i andra landskap med glest fördelad växtlighet. Telescopus nigriceps besöker även odlingsmark och trädgårdar. Honor lägger ägg.
Några exemplar dödas av människor som inte vill ha ormar nära sin bostad. Hela populationen antas vara stor. IUCN kategoriserar arten globalt som livskraftig.